# Източник на правото
С доктриналния термин източници на правото се обозначават начините на формиране и изразяване на правните норми. Източниците на правото са основание за юридическата сила на правните норми. Ако правните норми се намират в признат от правна система източник на правото, то те са валидни.
Позитивноправно определение за източник на правото гласи: „юридически факт, който според установения правен ред има за последица поставяне в действие на нови […] правни норми и/или изменение, отмяна, тълкуване или спиране действието на преди това влезли в сила […] норми“.
Когато източникът на правото съдържа загубили юридическа сила правни норми, той е с исторически смисъл.
В материален смисъл източниците на правото се определят като факти от социалната действителност. Тези факти са причина или основание за приемане на определени правни норми. Така според марксистката доктрина източник на правото е волята на господстващата класа. Според позитивноправниците понятието „материален източник на правото“ обаче е социологично, а не правно.
Във формален смисъл източниците на правото са актове и процедури, т.е. правни актове и прецеденти според възприетата правна система извън религиозното и обичайно право. Чрез тях правните норми, които се съдържат в източника, започват да имат юридическа сила.

## Видове
- Според правната система
  - източници на международното публично право
  - източници на правото на ЕС;
  - източници на вътрешното (национално) право

- Според ролята в правната система
  - основни
  - субсидарни

- Според съдържанието на правните норми
  - първични
  - вторични

- Според основния източник
  - надзаконови
  - закони

- Според формата на съдържането
  - писани
  - неписани

- Според Цеко Торбов[3] източниците се делят на:
  - преки, установяващи правни норми – нормативни актове, правен обичай
  - косвени – съдебна практика, правна наука, практика в обмена, справедливост

В тези различни класификации основните източници на правото, които намират място са обичаят, нормативните актове, съдебната практика (прецедентите). Според някои автори правната доктрина също е източник на правото, според други тя е косвен източник, който спомага на съдебните органи да стигнат до заключението си. Според голяма част от авторите обаче доктрината не може да се счита за източник на правото.